# Михайлів (Україна)
Михайлів — село в Україні, у Великоолександрівській селищній громаді Бериславського району Херсонської області. Населення становить 427 осіб.

## Населення

### Мовний склад
Рідна мова населення за даними перепису 2001 року:
| Мова       | Чисельність, осіб | Доля     |
| ---------- | ----------------- | -------- |
| Українська | 415               | 97,19 %  |
| Молдовська | 7                 | 1,64 %   |
| Інше       | 5                 | 1,17 %   |
| Разом      | 427               | 100,00 % |

## Історія
12 червня 2020 року, відповідно до Розпорядження Кабінету Міністрів України від № 726-р «Про визначення адміністративних центрів та затвердження територій територіальних громад Херсонської області», увійшло до складу Великоолександрівської селищної громади.
19 липня 2020 року, в результаті адміністративно-територіальної реформи та ліквідації  Великоолександрівського району увійшло до складу Бериславського району.
19 вересня 2024 року Верховна Рада підтримала перейменування села Нова Калуга на Михайлів. 26 вересня 2024 року перейменування набуло чинності.